# Almançor ibne Abederramão Atanuqui
Almançor ibne Abederramão, Abderramão, Abderramane ou Abederramane Atanuqui (em árabe: منصور بن عبد الرحمن التنوخي‎‎; romaniz.: Manṣūr ibn ʿAbd al-Rahmān al-Tanūkhī) foi um governador do século IX do Iêmem para o Califado Abássida.

## Vida
Almançor foi nomeado como governador residente do Iêmem em nome de Jafar ibne Dinar Alfaiate, que havia recebido a administração da província do califa Almotácime (r. 833–842), e ele chegou em Saná no final de 839. Embora inicialmente tenha comandado a província sozinho, logo recebeu o co-governador Abedalá ibne Hamedauai, outro oficial de Jafar, e ambos compartilharam o poder. Quando Jafar foi demitido do governo em 840, Almançor e Abedalá foram retidos por seu sucessor Itaque, que confirmou-os em suas posições, e eles permaneceram no comando do Iêmem até a morte de Almotácime em 842.
Logo após a ascensão de Aluatique, Itaque decidiu demitir Almançor e Abedalá e substitui-los por Abul Alá Amade Alamiri. O último ainda estava em viagem rumo a Saná, contudo, quando a cidade foi subitamente ameaçada pelo rebelde iufírida Iufir ibne Abederramão, que enviou um exército comandando por Tarife ibne Tabite para capturá-lo. Almançor, por sua vez, marchou com suas forças e repeliu os iufíridas em batalha, forçando os rebeldes a retirarem-se e permitirem que Abul Alas entrassem em Saná sem oposição.